# Ixora bullata
Ixora bullata là một loài thực vật có hoa trong họ Thiến thảo. Loài này được Turrill mô tả khoa học đầu tiên năm 1915.